# خاویر ولاسکوئز
خاویر ولاسکوئز (انگلیسی: Javier Velásquez؛ زادهٔ ۱۲ مارس ۱۹۶۰) یک سیاست‌مدار اهل پرو است. وی از ژوئیه ۲۰۰۹ تا سپتامبر ۲۰۱۰ نخست‌وزیر این کشور بود.